# Misery-Courtion
Misery-Courtion (toponimo francese) è un comune svizzero di 1 958 abitanti del Canton Friburgo, nel distretto di Lac.

## Storia
Il comune di Misery-Courtion è stato istituito il 1º gennaio 1997 con la fusione dei comuni soppressi di Cormérod, Cournillens, Courtion e Misery

## Società

### Evoluzione demografica
L'evoluzione demografica è riportata nella seguente tabella:
Abitanti censiti

## Geografia antropica

### Frazioni
Le frazioni di Misery-Courtion sono:
- Cormérod[3]
- Cournillens[4]
- Courtion[5]
- Misery[6]